# Хохлов, Олег Иванович
Олег Иванович Хохлов (05.12.1927, Улан-Удэ — 03.11.1998, пос. Малышева Свердловской области) — горный инженер, директор Комбината № 3, переименованного в 1967 году в Малышевское рудоуправление (1961—1982).
После окончания Иркутского горного института (1949) работал на рудниках Иркутской области.
В 1957—1961 гг. директор Рудоуправления № 15 Министерства среднего машиностроения СССР (п. Кизыл-Кая, Туркмения, добыча урановых руд месторождения Серное).
В 1961—1982 гг. директор Комбината № 3, переименованного в 1967 году в Малышевское рудоуправление.
Разработал способ очистки кристаллов изумруда от минеральной рубашки. Изобрёл «буровой раствор» для использования при бурении скважин на участке подземного выщелачивания урана.
В период его руководства построены бетонно-асфальтовая дорога до города Асбеста, плавательный бассейн, здание спорткомплекса, три общеобразовательные школы, детские сады, объекты соцкультбыта.
В 1966 году построен рудник подземной добычи минералов и драгоценных камней производительностью 400 тыс. т руды в год. В 1967 году началось освоение Квартального месторождения тантало-бериллиевых руд со строительством карьера с производительностью 200 тыс. т. руды в год.
В 1980 г. введён в эксплуатацию карьер производительностью 350 тыс. т руды в год на месторождении бериллсодержащих пегматитов Липовый Лог.
Одновременно с получением бериллиевого концентрата велась попутная добыча и обработка изумрудного сырья с получением граненых и шлифованных изумрудов и изумрудной зелени.
В 1970 году по сравнению с 1960 годом выпуска граненых изумрудов увеличился более чем в 5 раз, а шлифованных — в 15 раз.
В 1982-1988 гг. директор Восточного ГОКа.
Награжден орденами Трудового Красного Знамени (1962, 1970), «Знак Почёта» (1966, 1976), Дружбы народов (1982), медалями.